# Tijjani Reijnders
Tijjani Martinus Jan Reijnders, född 29 juli 1998 i Zwolle, är en nederländsk fotbollsspelare som spelar i Manchester City, och som representerar det nederländska landslaget.

## Karriär
Reijnders representerade som junior bland annat FC Twente och PEC Zwolle där han även inledde sin seniorkarriär 2017. 2018 tog han plats i AZ Alkmaars A-lag där han var kontrakterad tills han lämnade för AC Milan 2023. Han har representerat det nederländska U20-landslaget och 2023 debuterade han i A-landslaget. Han medverkade i EM 2024.
Reijnders kommer från en fotbollsfamilj. Pappa Martin och brodern Eliano är också fotbollsspelare. Familjen bodde i Finland när Tijjani var liten, då fadern spelade i FC Jokerit. Bröderna har indonesiska rötter från mammans sida, och Eliano spelar för Indonesiens landslag.